# 鹿児島県道239号二月田停車場線
鹿児島県道239号二月田停車場線（かごしまけんどう239ごう にがつでんていしゃじょうせん）は、鹿児島県指宿市を通る一般県道である。

## 概要
指宿市の指宿枕崎線 二月田駅から国道226号を結ぶ。

### 路線データ
- 起点：鹿児島県指宿市十町（指宿枕崎線 二月田駅）
- 終点：鹿児島県指宿市十町（二月田駅前交差点、国道226号交点）

## 地理

### 通過する自治体
- 指宿市

### 交差する道路
| 交差する道路 | 交差する場所 | 交差する場所            |
| ------------ | ------------ | ----------------------- |
| 国道226号    | 十町         | 二月田駅前交差点 / 終点 |

### 沿線
- JR九州指宿枕崎線 二月田駅